# Guillaume Brac
Pour les articles homonymes, voir Brac.
Guillaume Brac est un réalisateur, documentariste et producteur de cinéma français, né en 1977 à Paris.

## Biographie
Son père a fait l'ENA, sa mère est professeur de français. Guillaume Brac étudie d'abord à HEC. À cette époque, il est président du ciné-club de l'école et fait des stages dans le milieu du cinéma, en production. Il s'inscrit au concours de La Fémis sans le dire à ses parents, puis entre dans l'institution (section production) en 2005. En sortant de l'école, il écrit un long-métrage qui n'aboutira pas.
Il est ensuite pendant quelques années assistant-réalisateur pour Arnaud des Pallières et Emmanuel Mouret, avant de fonder la société de production Années Zéro avec Stéphane Demoustier et Benoît Martin. Il réalise alors successivement Le naufragé (court-métrage) et Un monde sans femmes (moyen-métrage). Ce dernier est diffusé en salles au début de l'année 2012, et totalise 24 000 entrées.
Le premier long métrage de Guillaume Brac, Tonnerre (2013), a été sélectionné au festival du film de Locarno.
Avec Antonin Peretjatko et Justine Triet, il fait partie d'une génération de jeunes cinéastes français mise en avant par les Cahiers du cinéma en avril 2013 et révélée au festival de Cannes de la même année,.
L'année 2018 permet à Guillaume Brac de sortir deux nouveaux long métrages : L'Île au trésor, un documentaire autour de l'île de loisirs de Cergy-Pontoise ; et Contes de juillet, un film regroupant deux courts métrages, intitulés « Contes » : L'Amie du dimanche et Hanne et la fête nationale.
En 2020, il présente son quatrième long métrage, une comédie intitulé À l'abordage. Présenté à la Berlinale 2020, le film est diffusé en 2021 sur la chaîne de télévision Arte, en amont d'une sortie en salle reportée en raison de la fermeture des cinémas liée à la pandémie de Covid-19.
En 2023, il réalise le court métrage Un pincement au cœur, suivi en 2024 du long métrage Ce n'est qu'un au revoir, présenté dans la sélection de l'ACID au Festival de Cannes 2024. Tous deux centrés sur les amitiés adolescentes, les deux films sortent en salles en avril 2025 dans le cadre d'un même programme.

### Inspirations
Dans ses sources d'influences, Guillaume Brac cite notamment Elia Kazan, Dino Risi, Gérard Blain, Jacques Rozier (en particulier Du côté d'Orouët), Maurice Pialat, Eric Rohmer, Judd Apatow, Emmanuel Bove, John Cheever,

### Vie privée
Il est en couple avec la réalisatrice Laura Laperrousaz avec laquelle il a une fille, Irina, née en 2019.

### Prises de position
Il co-signe en mai 2019, parmi 1 400 personnalités du monde de la culture, la tribune « Nous ne sommes pas dupes ! », publiée dans le journal Libération, pour soutenir le mouvement des Gilets jaunes et affirmant que « Les gilets jaunes, c'est nous ».

## Filmographie
- 2004 : Regarde-moi (le joli corps) (court métrage d'école)
- 2005 : Le Funambule (court métrage)
- 2009 : Le Naufragé (court métrage)
- 2011 : Un monde sans femmes (moyen métrage)
- 2014 : Tonnerre (long métrage)
- 2016 : Le Repos des braves (court métrage documentaire)
- 2017 : Contes de juillet (long métrage composé des courts métrages L'Amie du dimanche et Hanne et la fête nationale)
- 2018 : L'Île au trésor (long métrage documentaire)
- 2020 : À l'abordage (long métrage)
- 2023 : Un pincement au cœur (court métrage documentaire)
- 2024 : Ce n'est qu'un au revoir (long métrage documentaire)

## Distinctions
- 2011 : Festival international du film Entrevues de Belfort : Prix du Public pour Un monde sans femmes
- 2012 : Nomination au César du meilleur court métrage pour Un monde sans femmes
- 2012 : Lutin du meilleur film pour Un monde sans femmes
- 2012 : Prix du Syndicat Français de la Critique de Cinéma du meilleur court-métrage pour Un monde sans femmes
- 2013 : Lune d'or au Festival international du film indépendant de Bordeaux pour Tonnerre[10]
- 2013 : Orchidée d'or au Festival du film de La Réunion[11]
- 2018 : Prix Jean-Vigo du court métrage pour L'Amie du dimanche